# Mike Mareen
Mike Mareen (właśc. Uwe-Michael Wischhof, ur. 9 listopada 1949 w Berlinie) – niemiecki muzyk italo disco, popularny w latach 80.

## Życiorys
Dzieciństwo spędził w Lüneburgu. Jego pierwsze muzyczne kroki wiązały się z występowaniem w zespole Cemetery Institution, który grał m.in. w Star-Club w Hamburgu. Następnie początkujący artysta wyjechał do Nowego Jorku, gdzie grał w kilku amerykańskich zespołach. Po powrocie do Europy zaangażował się w produkcję utworów utrzymanych w konwencji italo disco. Nagrał m.in. single „Dancing In The Dark” (1985) oraz „Love Spy” (1986). „Dancing In The Dark” wydane we współpracy z Chrisem Evans-Ironsidem znalazł się na liście przebojów w 27. krajach, a „Love Spy” sprzedał się w nakładzie około 6,5 mln sztuk. Po wydaniu singla „Love Spy” Mike Mareen został okrzyknięty „królem italo disco”.

## Dyskografia

### Albumy
- 1986: Dance Control
- 1987: Let’s Start Now
- 1998: The Best Of Mike Mareen
- 2000: TV Talk 2000
- 2004: Darkness and Light
- 2010: Essential